# Callistocythere murrayi
Callistocythere murrayi is een mosselkreeftjessoort uit de familie van de Leptocytheridae. De wetenschappelijke naam van de soort is voor het eerst geldig gepubliceerd in 1978 door Whittaker.